# Adam Hulanicki

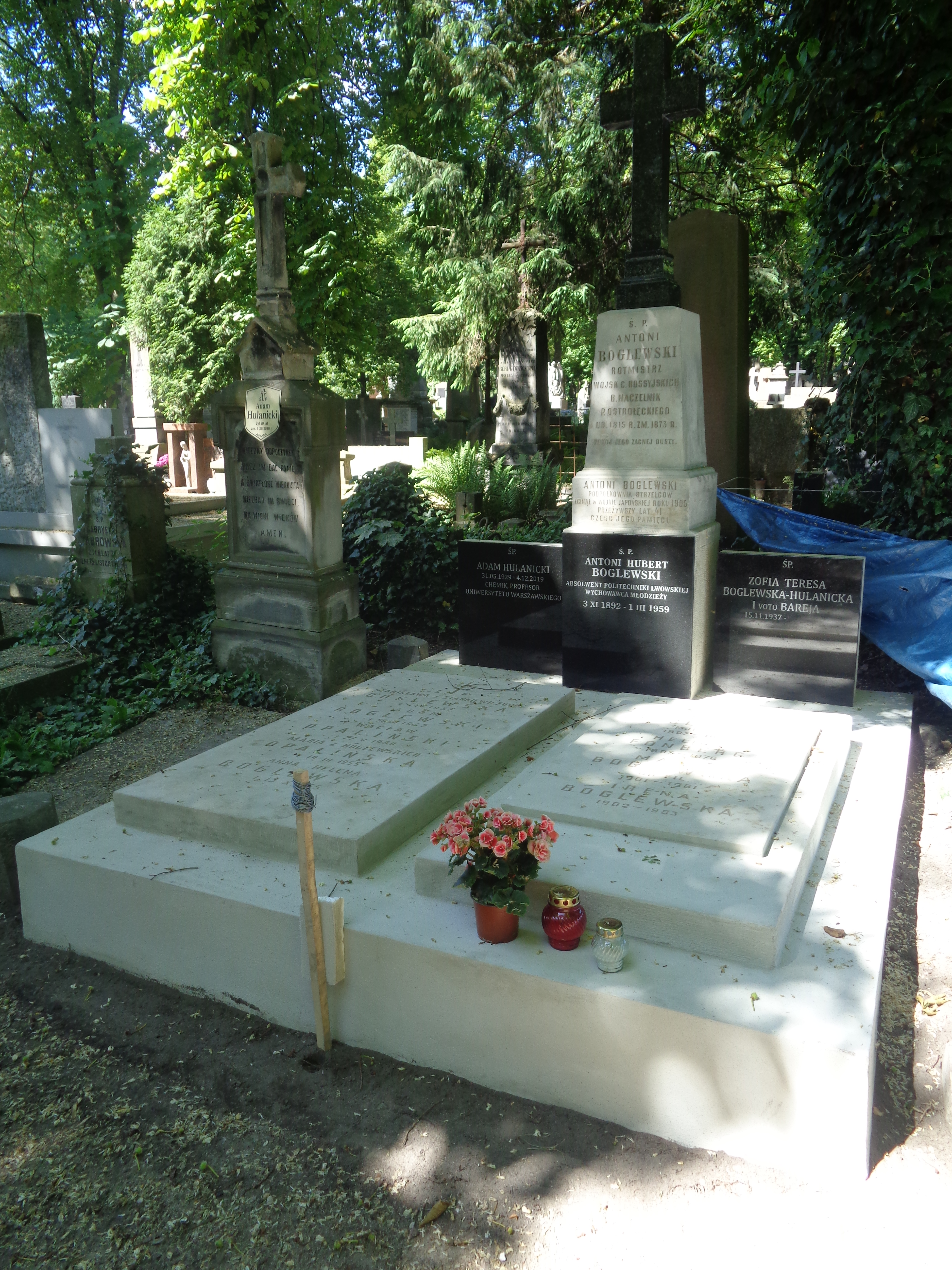
Nagrobek Adama Hulanickiego na Cmentarzu Powązkowskim

Adam Andrzej Hulanicki (ur. 31 maja 1929 w Warszawie, zm. 4 grudnia 2019 tamże) – polski chemik, specjalista w zakresie chemii analitycznej, profesor Wydziału Chemii Uniwersytetu Warszawskiego, członek korespondent PAN, przewodniczący Komitetu Chemii Analitycznej PAN.

## Życiorys
Syn Adama i Zofii. Studiował chemię na Wydziale Matematyczno-Przyrodniczym Uniwersytetu Warszawskiego. Po ukończeniu studiów (1952) rozpoczął pracę w Zakładzie Chemii Nieorganicznej pod kierownictwem Wiktora Kemuli (w roku 1953); wspólnie z prof. Kemulą opublikował pierwsze prace naukowe, dotyczące spektralnej analizy emisyjnej (1956) i oznaczeń śladowych zawartości kadmu w analizowanych próbkach metodami spektroskopii absorpcyjnej (1958). W latach 1957–1958 odbył staż naukowy w dziedzinie elektrochemii na Uniwersytecie Harvarda (na wydziale chemii). Jego opiekunem naukowym był James J. Lingane, autor wielu podręczników z dziedziny analizy elektrochemicznej (jeden z nich, Elektroanaliza chemiczna, został wydany w języku polskim w przekładzie Adama Hulanickiego). W roku 1961 obronił na UW pracę doktorską nt. Zastosowanie dwuetylodwutiokarbaminianu sodowego w analizie potencjometrycznej. Tytuł profesora nadzwyczajnego otrzymał w roku 1976, tytuł profesora zwyczajnego – w roku 1989. W 1994 r. został członkiem korespondentem PAN.
W Katedrze powstała Pracownia Teoretycznych Podstaw Chemii Analitycznej, którą Adam Hulanicki kierował w latach 1969–1999. W tej Pracowni powstała szkoła chemii analitycznej, do której są zaliczani m.in.: prof. dr hab. Ewa Bulska, prof. dr hab. Stanisław Głąb, prof. dr hab. Andrzej Lewenstam, dr Tomasz Sokalski, prof. dr hab. Robert Koncki, prof. dr hab. Magdalena Maj-Żurawska, dr hab. Katarzyna Wróbel, dr hab. Beata Godlewska-Żyłkiewicz. Pod opieką Adama Hulanickiego stopnie magistra uzyskało ponad 120 studentów, a stopień doktora – 18 magistrów. Był opiekunem naukowym 7 doktorów habilitowanych i 6 przyszłych profesorów.
Jako specjalista w dziedzinie chemii analitycznej był:
- przewodniczącym, a następnie honorowym przewodniczącym Komitetu Chemii Analitycznej PAN[17],
- redaktorem naczelnym specjalistycznego czasopisma „Chemia Analityczna”,
- prezesem Wydziału Chemii Analitycznej Międzynarodowej Unii Chemii Czystej i Stosowanej (IUPAC),
- członkiem honorowym Rumuńskiego Towarzystwa Chemii Analitycznej i Austriackiego Towarzystwa Chemii Analitycznej.

Był ponadto, jako nauczyciel akademicki:
- dziekanem Wydziału Chemii UW (1981-1984),
- członkiem Rady Głównej Szkolnictwa Wyższego oraz Centralnej Komisji ds. Stopni i Tytułów Naukowych.

Pochowany na Starych Powązkach (kw. 28 wprost-1-25/26).

## Zakres badań naukowych
Zakres badań naukowych Adama Hulanickiego obejmuje wiele gałęzi chemii analitycznej, takich jak spektrometria atomowa, odczynniki organiczne w analizie, potencjometria i kulometria, elektrody jonoselektywne, analiza śladowa, analiza specjacyjna; historia chemii analitycznej.
Adam Hulanicki nie ograniczał się do budowania teoretycznych podstaw różnych metod analizy. W czasie Międzynarodowego Sympozjum „Forum Analityczne” zorganizowanego w Politechnice Warszawskiej w roku 2004 powiedział:

Chemia analityczna jest z jednej strony działalnością naukową, wnoszącą nowe elementy do metodologii chemii analitycznej, np. podstaw teoretycznych metod analitycznych, z drugiej zaś strony ta dziedzina chemii nie może istnieć bez praktycznych zastosowań jej w życiu

Zwrócił też uwagę uczestników Forum, że ponad 50% analiz chemicznych wykonuje się stosując chromatografię i że ok. 30 laureatów Nagrody Nobla w dziedzinie chemii i medycyny zawdzięcza powodzenie swoich osiągnięć właśnie chromatografii. Mówił również o innych metodach stosowanych w jakościowej i ilościowej chemii analitycznej, m.in. technikach spektrometrycznych, rozdzielaniu analitów metodą elektroforezy oraz technikach łączonych (np. rozwoju chromatografii łączonej ze spektrometrią).

## Publikacje (wybór)
Adam Hulanicki opublikował ponad 250 prac, dotyczących różnych działów chemii analitycznej, w tym m.in.:
- Model for Treatment of Selectivity Coefficients for Solid-State Ion-Selective Electrodes (współautor A. Lewenstam), „Anal. Chem.” 53, 1981;
- Interpretation of the Selectivity and Detection Limit of Liquid Ion-Selective Electrodes (współautorzy: M. Maj-Żurawska, T. Sokalski), „Talanta”, 35, 1988;
- Coulometric Study in Microscale Scale of Ionic Equilibria (współautor S. Głąb), „Fresenius’ J. Anal. Chem.”, 337, 1990;
- Absolute Methods in Analytical Chemistry, „Pure Appl. Chem.”, 67, 1995;
- Topochemical Investigation of Ancient Manuscripts (współautorzy: B. Wagner, E. Bulska, M. Heck, H.T. Ortner), „Fresenius’ J. Anal. Chem.”, 369, 2001;
- Spektralna analiza emisyjna (współautor W. Kemula, 1956);
- Kwasy i zasady w chemii analitycznej. PWN, Warszawa 1972, 1992. Wyd. ros. MIR Moskwa 1975; wyd. ang. Ellis Horwood 1987;
- Współczesna chemia analityczna – Wybrane zagadnienia. PWN, Warszawa 2001.
- 60 lat polskiej chemii analitycznej (1945-2005). Instytut Historii Nauki PAN, Warszawa 2010.
- 50 lat chemii analitycznej na Wydziale Chemii Uniwersytetu Warszawskiego, Kwartalnik Historii Nauki i Techniki, Warszawa 2006[21]

## Odznaczenia
- Krzyż Komandorski Orderu Odrodzenia Polski (2000)[22][6][7]
- Medal Komisji Edukacji Narodowej[6][7]
- Medale PTChem[23]:
  - Medal Jana Zawidzkiego (1986)
  - Medal Wiktora Kemuli (2004)
  - Medal okolicznościowy (2012)

## Inne wyróżnienia
- Doktorat honoris causa Uniwersytetu w Białymstoku (2017)[24].